# Nekrolog 1486
Nekrolog
◄◄
| ◄
| 1482
| 1483
| 1484
| 1485
| 1486 | 1487 | 1488 | 1489 | 1490 | ► | ►►
Weitere Ereignisse | Allgemeiner Nekrolog 1486
Die Beschreibung der verstorbenen Person sollte so kurz wie möglich gehalten sein und nur deren signifikante Tätigkeit(en) enthalten.
Neue Namen ggf. auch unter dem Geburts- und Sterbedatum, also etwa unter 1. Januar und im Geburts- und Sterbejahr (2024) eintragen (nur bei entsprechender großer Wichtigkeit). Für Beispiele siehe die schon vorhandenen Artikel.
Außerdem über die fünf zuletzt Verstorbenen, zu denen es einen ausreichend guten Artikel für eine Präsentation auf der Hauptseite gibt, nach der todesbedingten Überarbeitung der Artikel ggf. auch unter Wikipedia Diskussion:Hauptseite informieren und sie am besten auch in den anderen Wikipedia-Sprachversionen eintragen. Tipp: Regelmäßig bei news.google.de nach „ist tot“, „gestorben“ oder „verstorben“ suchen.
Wenn eine Person gestorben ist, gibt es viele Seiten zu dieser Person in der Wikipedia, die davon auch betroffen sind und entsprechend aktualisiert werden müssen. Beispiele: Namenübersichtsseite, Geburtsjahr, Geburtsort-Seiten und viele mehr.
Wie finde ich die betroffenen Seiten?
Im Suchfeld auf der linken Seite gibt man den Suchbegriff so ein: „Vorname Nachname“. Dann klickt man auf Volltext und alle Seiten mit entsprechendem Suchtext werden aufgerufen. Hier sieht man dann schnell, wo auch das Todesjahr Sinn macht oder sogar ein Teil des Artikels angepasst werden muss. Auch hilft das „Werkzeug“ auf der linken Seite sehr gut, um solche Seiten aufzufinden: „Links auf diese Seite“. Somit ist die Wikipedia wieder aktuell in allen Bereichen! Hinweis: bei Eintragung der Kategorie „Gestorben JAHR“ wird der Missbrauchsfilter 49 ausgelöst, was jedoch nicht schlimm ist. Siehe: Spezial:Missbrauchsfilter/49
Dies ist eine Liste von im Jahr 1486 verstorbenen bekannten Persönlichkeiten. Die Einträge erfolgen innerhalb der einzelnen Daten alphabetisch sortiert. Tiere sind im Nekrolog für Tiere zu finden.

## Januar
| Tag        | Name              | Beruf, bekannt als                  | Alter | Beleg |
| ---------- | ----------------- | ----------------------------------- | ----- | ----- |
| 30. Januar | Jakob von Savoyen | Graf von Romont und Baron der Waadt | 35    |       |

## Februar
| Tag         | Name                      | Beruf, bekannt als                                            | Alter | Beleg |
| ----------- | ------------------------- | ------------------------------------------------------------- | ----- | ----- |
| 12. Februar | Margaretha von Österreich | Tochter des Erzherzogs Ernst I. („des Eisernen“)              |       |       |
| 14. Februar | Laurenz Haiden            | österreichischer Ritter und Politiker, Bürgermeister von Wien |       |       |
| 16. Februar | Ulrich III. von Graben    | Landeshauptmann des Herzogtums Steiermark                     |       |       |
| 23. Februar | Johann II. von Werdenberg | Bischof von Augsburg                                          |       |       |
| 26. Februar | Giovannino de’ Dolci      | italienischer Architekt und Bildhauer                         |       |       |

## März
| Tag      | Name              | Beruf, bekannt als                                                    | Alter | Beleg |
| -------- | ----------------- | --------------------------------------------------------------------- | ----- | ----- |
| 11. März | Albrecht Achilles | Kurfürst von Brandenburg, Markgraf von Ansbach, Markgraf von Kulmbach | 71    |       |
| 30. März | Thomas Bourchier  | Erzbischof von Canterbury und Lordkanzler                             |       |       |

## April
| Tag      | Name         | Beruf, bekannt als                                                 | Alter | Beleg |
| -------- | ------------ | ------------------------------------------------------------------ | ----- | ----- |
| 2. April | Wilhelm Egen | katholischer Priester, Benediktiner und Abt des Klosters Murrhardt |       |       |

## Juni
| Tag      | Name                   | Beruf, bekannt als                                                           | Alter | Beleg |
| -------- | ---------------------- | ---------------------------------------------------------------------------- | ----- | ----- |
| 21. Juni | Ulrich von Starhemberg | Landeshauptmann ob der Enns                                                  |       |       |
| Juni     | Claus von Ahlefeldt    | Landrat Amtshauptmann und Herr der Güter Lehmkuhlen, Hasselburg und Wittmold |       |       |

## Juli
| Tag      | Name                        | Beruf, bekannt als                          | Alter | Beleg |
| -------- | --------------------------- | ------------------------------------------- | ----- | ----- |
| 14. Juli | Margarethe von Dänemark     | dänische Prinzessin, Königin von Schottland | 30    |       |
| 23. Juli | Heinrich von Limburg-Broich | Graf von Limburg, Herr zu Broich            |       |       |

## August
| Tag        | Name              | Beruf, bekannt als                                                                       | Alter | Beleg |
| ---------- | ----------------- | ---------------------------------------------------------------------------------------- | ----- | ----- |
| 3. August  | Angelus Geraldini | italienischer römisch-katholischer Geistlicher, Bischof von Sessa Aurunca und von Cammin | 64    |       |
| 14. August | Marco Barbarigo   | 73. Doge von Venedig                                                                     |       |       |
| 23. August | Maria von Kleve   | Herzogin von Orléans                                                                     | 59    |       |
| 26. August | Ernst             | Kurfürst von Sachsen, Herzog zu Sachsen, Landgraf in Thüringen und Markgraf zu Meißen    | 45    |       |

## September
| Tag           | Name                | Beruf, bekannt als                         | Alter | Beleg |
| ------------- | ------------------- | ------------------------------------------ | ----- | ----- |
| 2. September  | Guy XIV. de Laval   | Graf von Laval                             |       |       |
| 21. September | Johannes Hinderbach | römisch-katholischer Bischof               |       |       |
| 27. September | Gabriel Rangoni     | Bischof von Siebenbürgen, Bischof von Eger |       |       |

## Oktober
| Tag         | Name                     | Beruf, bekannt als                                     | Alter | Beleg |
| ----------- | ------------------------ | ------------------------------------------------------ | ----- | ----- |
| 4. Oktober  | Johann von Pfalz-Mosbach | Prinz aus dem Hause Wittelsbach, Domherr und Dompropst | 43    |       |
| 31. Oktober | Conrad Fyoll             | deutscher Maler und Bildschnitzer                      |       |       |

## November
| Tag         | Name          | Beruf, bekannt als                   | Alter | Beleg |
| ----------- | ------------- | ------------------------------------ | ----- | ----- |
| 1. November | Johannes Wyse | deutscher Theologieprofessor         |       |       |
| 5. November | John Plummer  | englischer Komponist der Renaissance |       |       |

## Dezember
| Tag          | Name                  | Beruf, bekannt als | Alter | Beleg |
| ------------ | --------------------- | ------------------ | ----- | ----- |
| 24. Dezember | Magdalena von Leonrod | deutsche Äbtissin  |       |       |

## Datum unbekannt
| Tag | Name                                      | Beruf, bekannt als                                       | Alter | Beleg |
| --- | ----------------------------------------- | -------------------------------------------------------- | ----- | ----- |
|     | John Astley                               | englischer Ritter                                        |       |       |
|     | Hans Francke                              | sächsischer Beamter, Dresdner Ratsherr und Bürgermeister |       |       |
|     | Wendel von Gemmingen                      | pfälzischer Hofkammermeister, begütert in Stebbach       |       |       |
|     | Georg I.                                  | Bischof von Lavant                                       |       |       |
|     | Christian von Geren                       | deutscher Vikar und Chronist der Lübecker Bergenfahrer   |       |       |
|     | Giovanni dei Porcari                      | italienischer römisch-katholischer Bischof               |       |       |
|     | Julianus Alemannus                        | katholischer Priester, Franziskaner und Heiliger         |       |       |
|     | Künga Döndrub                             | Gründer des Oberen Tantra-Kollegs                        |       |       |
|     | Louis I. de Bourbon, comte de Montpensier | Graf von Montpensier und von Clermont-en-Auvergne        |       |       |
|     | Ōta Dōkan                                 | Mitglied einer japanischen Herrscherfamilie              |       |       |
|     | Peter Pögl                                | Hammerherr und Waffenschmied in der Steiermark           |       |       |
|     | Tízoc                                     | Herrscher der aztekischen Stadt Tenochtitlán             |       |       |
|     | Peter Warschow                            | Bürgermeister von Greifswald                             |       |       |
|     | William Waynflete                         | englischer Priester und Lordkanzler                      |       |       |